# Sabro Kirke
Sabro Kirke er fra omkring 1175 og ligger i Sabro by, vest for Aarhus.
Den højtliggende kirke er rejst  på toppen af en bakke nordligst i landsbyen, hvor tærrænet falder stærkt mod nord ned mod Lilleådalen. Fra kirkebakken er der bl.a. udsigt til Mols 
Oprindelig var kirken bygget med et skib, der var dobbelt så langt som det nuværende skib, der har siddepladser til ca. 80 kirkegængere.
Sabro kirke er oprindelig Herredskirke for Sabro Herred. Ved siden af kirken ligger Fårup-Sabro Sognegård. 

## Eksterne kilder og henvisninger
- Sabro Kirke hos KortTilKirken.dk
- Sabro Kirke hos danmarkskirker.natmus.dk (Danmarks Kirker, Nationalmuseet)

- Wikimedia Commons har flere filer relateret til Sabro Kirke